# Wayne Thiebaud
Morton Wayne Thiebaud (* 15. November 1920 in Mesa, Arizona; † 25. Dezember 2021 in Sacramento, Kalifornien) war ein US-amerikanischer Maler und wird dem Umfeld der Pop Art zugerechnet.

## Biographie
Wayne Thiebauds Eltern waren Mormonen. Zwischen 1921 und 1933 lebte die Familie in Long Beach, Salt Lake City und Los Angeles. Auf der Long Beach Polytechnic High School zeigte Thiebaud Interesse am Sport-, Musik-, Theater- und am Zeichenunterricht – besonders gern karikierte er seine Mitschüler und Lehrer. In den Sommerferien des Jahres 1936 arbeitete er in den Trickfilmabteilungen der Walt Disney Studios. Während des Zweiten Weltkriegs diente er in der United States Army Air Forces und war in der Nähe von Sacramento stationiert. 1949 schrieb er sich als Student an der San José State University (Bachelor of Arts) und von 1950 bis 1953 an der California State University (Master of Arts) in Sacramento ein. Von 1951 bis 1961 war er Dozent am Sacramento City College, wo er unter anderen den späteren Pop-Art-Künstler Mel Ramos unterrichtete, und von 1960 bis 1976 an der University of California in Davis.
Zum zwölften Geburtstag der Suchmaschine Google am 27. September 2010 gestaltete er ein Logo, ein sogenanntes Doodle, das an diesem Tag auf dessen Startseite erschien.
Morton Wayne Thiebaud starb am ersten Weihnachtstag 2021 im Alter von 101 Jahren in Sacramento.

## Ausstellungen (Auswahl)
- 1951: Crocker Art Museum in Sacramento
- 1972: Documenta 5 in Kassel
- 1981: Walker Art Center in Minneapolis
- 2023: Fondation Beyeler[4] in Basel

## Auszeichnungen
- 1961: Scholastic-Art-Preis
- 1985: American Academy of Arts and Letters
- 1987: Wahl zum Mitglied (NA) der National Academy of Design[5]
- 1988: Wahl zum Mitglied der American Academy of Arts and Sciences
- 1994: National Medal of Arts
- 1998: Ehrendoktor der Bildenden Künste von der California State University, Sacramento